# Walerij Klemientjew
Walerij Klemientjew, ros. Валерий Клементьев (ur. 5 sierpnia 1946, zm. w maju 1971 w Tbilisi) – radziecki żużlowiec. 
Srebrny medalista indywidualnych mistrzostw Związku Radzieckiego (1969). Zdobywca II miejsca w turnieju o "Zlatą Přilbę" (Pardubice 1969). 
Brązowy medalista drużynowych mistrzostw świata (Rybnik 1969). Dwukrotny finalista indywidualnych mistrzostw świata (Londyn 1969 – XIII miejsce, Wrocław 1970 – VI miejsce). 
Zginął w maju 1971 wskutek wypadku na torze w Tbilisi.